# Hansen Inlet
Das Hansen Inlet ist eine vereiste Bucht zwischen Kap Schlossbach und Kap Cox an der Orville-Küste des westantarktischen Ellsworthlands.
Der United States Geological Survey kartografierte sie mithilfe von Vermessungen und anhand von Luftaufnahmen der United States Navy zwischen 1961 und 1967. Das Advisory Committee on Antarctic Names benannte die Bucht 1968 nach Bernard Lyle Hansen (* 1916), der gemeinsam mit Herbert Tamotsu Ueda (* 1929) für das Cold Regions Research and Engineering Laboratory (CRREL) für das Tiefbohrungsprogramm auf der Byrd-Station zwischen 1966 und 1969 zuständig war.